# Hlava nehlava
Hlava nehlava (v originále Running with Scissors) je americký hraný film z roku 2006, který režíroval Ryan Murphy podle stejnojmenného autobiografického románu Augustena Burroughse.

## Děj
Děj začíná v roce 1972, kdy sedmiletý Augusten poslouchá svou matku Deirdre, jak čte báseň. O šest let později se Deirdre rozejde se svým manželem Normanem, který trpí alkoholismem. Chodí na terapeutická sezení s doktorem Finchem, kam občas vezme i Augustena. Doktor Finch je ženatý s Agnes a má dvě dcery Hope a Natalie a dále adoptovaného syna Neila. Augusten naváže vztah s Neilem. Augusten by chtěl jít na kosmetickou vysokou školu, ale nechce se mu chodit na střední školu. Deirdre stále více trpí psychotickými stavy a postupně se odcizuje svému synovi. Augusten žije v doktorově domě. Časem se ukáže, že doktor Finch zpronevěřil peníze své dcery Natalie a Augustenovy matky. Poté, co se Neil neúspěšně pokusí doktora Finche zabít, Augusten se rozhodne opustit město. Augusten si uvědomuje, že nemůže zůstat u Finchovy rodiny, ani se vrátit ke své matce. Požádá Natalie, aby šla s ním do New Yorku. Ta to odmítne. Agnes dá Augustenovi všechny své úspory, aby mohl začít nový život v New Yorku.

## Obsazení
| Joseph Cross        | Augusten Burroughs |
| Annette Beningová   | Deirdre Burroughs  |
| Brian Cox           | doktor Finch       |
| Joseph Fiennes      | Neil Bookman       |
| Evan Rachel Woodová | Natalie Finch      |
| Alec Baldwin        | Norman Burroughs   |
| Jill Clayburgh      | Agnes Finch        |
| Gwyneth Paltrow     | Hope Finch         |
| Gabrielle Union     | Dorothy            |
| Patrick Wilson      | Michael Shephard   |
| Kristin Chenoweth   | Fern Stewart       |
| Dagmara Domińczyk   | Suzanne            |
| Colleen Camp        | Joan               |